# KSYC
A KSYC a Dél-oregoni Egyetem tulajdonában álló közszolgálati hírrádió volt az Amerikai Egyesült Államok Kalifornia államának Yreka városában, a Jefferson Public Radio hálózatának része és a National Public Radio tagja. A térségben egy ultrarövidhullámú átjátszóadója (K250BX-FM) is működött.

## Története
Az eredetileg countryzenét sugárzó adót 1947. június 12-én alapította a Siskiyou County Broadcasting Company. 1960. augusztus 15-én eladták a Northern Broadcasting Companynek, és ekkor tematikája is változni kezdett: az 1960-as és 1970-es években egyre többször játszott polkát, majd később esténként a negyven legnépszerűbb slágert is. Stúdiója és adóantennája Yreka belvárosától néhány utcasarokra volt.
1974. február 28-án eladták Gary Hawknak, aki később elindította a KYRE-FM átjátszót.
1995-ben eladták a Siskiyou Radio Partnersnek, ami 2001-ben a KMJC-FM-mel, KMJC-vel, KSYC-FM-mel és KHWO-val együtt a Four Rivers Broadcastingnek értékesítette. 2002-ben a középhullámú KMJC és KSYC a Dél-oregoni Egyetem tulajdonába kerültek.
2016. június 10-én a JPR Alapítvány az üzemeltetési jogot átadta az egyetemnek. A KSYC-FM 2022-es felvásárlásával a középhullámú rádióadást és az ultrarövidhullámú átjátszóadót is leállították.

## Fordítás
- Ez a szócikk részben vagy egészben  a   KSYC (AM) című angol Wikipédia-szócikk ezen változatának fordításán alapul.  Az eredeti cikk szerkesztőit annak laptörténete sorolja fel. Ez a jelzés csupán a megfogalmazás eredetét és a szerzői jogokat jelzi, nem szolgál a cikkben szereplő információk forrásmegjelöléseként.